# Kemah (Vereinigte Staaten)
Kemah ist eine Stadt im Galveston County im US-Bundesstaat Texas in den Vereinigten Staaten. Das U.S. Census Bureau hat bei der Volkszählung 2020 eine Einwohnerzahl von 1807 ermittelt.

## Geografie
Die Stadt liegt im Südosten von Texas am Highway 146 und der Farm Road 518 an der Galveston Bay, 35 Kilometer nordwestlich von Galveston und dem Golf von Mexiko und hat eine Gesamtfläche von 4,7 km², wovon 0,1 km² Wasserfläche ist.

## Geschichte
Der Ort wurde 1898 an der Linie der Texas and New Orleans Railroad gebildet und zuerst Evergreen und dann Shell Siding benannt. 1907 wurde er dann umbenannt in Kemah, als das erste Postbüro eröffnet wurde.

## Demografische Daten
Nach der Volkszählung im Jahr 2000 lebten hier 2.330 Menschen in 892 Haushalten und 566 Familien. Die Bevölkerungsdichte betrug 502,6 Einwohner pro km². Ethnisch betrachtet setzte sich die Bevölkerung zusammen aus 75,36 % weißer Bevölkerung, 3,82 % Afroamerikanern, 0,86 % amerikanischen Ureinwohnern, 3,48 % Asiaten, 0,00 % Bewohnern aus dem pazifischen Inselraum und 15,79 % aus anderen ethnischen Gruppen. Etwa 0,69 % waren gemischter Abstammung und 24,76 % der Bevölkerung waren spanischer oder lateinamerikanischer Abstammung.
Von den 892 Haushalten hatten 35,0 % Kinder unter 18 Jahre, die im Haushalt lebten. 49,7 % davon waren verheiratete, zusammenlebende Paare. 9,4 % waren allein erziehende Mütter und 36,5 % waren keine Familien. 29,6 % aller Haushalte waren Singlehaushalte und in 3,6 % lebten Menschen, die 65 Jahre oder älter waren. Die Durchschnittshaushaltsgröße betrug 2,61 und die durchschnittliche Größe einer Familie belief sich auf 3,25 Personen.
27,4 % der Bevölkerung waren unter 18 Jahre alt, 11,6 % von 18 bis 24, 36,9 % von 25 bis 44, 18,0 % von 45 bis 64, und 6,1 % die 65 Jahre oder älter waren. Das Durchschnittsalter war 31 Jahre. Auf 100 weibliche Personen aller Altersgruppen kamen 115,1 männliche Personen. Auf 100 Frauen im Alter von 18 Jahren und darüber kamen 114,2 Männer.
Das jährliche Durchschnittseinkommen eines Haushalts betrug 51.620 USD, das Durchschnittseinkommen einer Familie 64.063 USD. Männer hatten ein Durchschnittseinkommen von 50.061 USD gegenüber den Frauen mit 31.953 USD. Das Prokopfeinkommen betrug 23.373 USD. 8,2 % der Bevölkerung und 7,8 % der Familien lebten unterhalb der Armutsgrenze. Davon waren 5,7 % Kinder und Jugendliche unter 18 Jahren und 10,0 % waren 65 oder älter.